# Babidolský rybník
Babidolský rybník o výměře 2,6 ha se nalézá v katastru obce Přepychy v okrese Pardubice asi 1 km západně od centra obce. Rybník je obklopen rozsáhlými rákosinami a je využíván pro chov ryb.

## Galerie

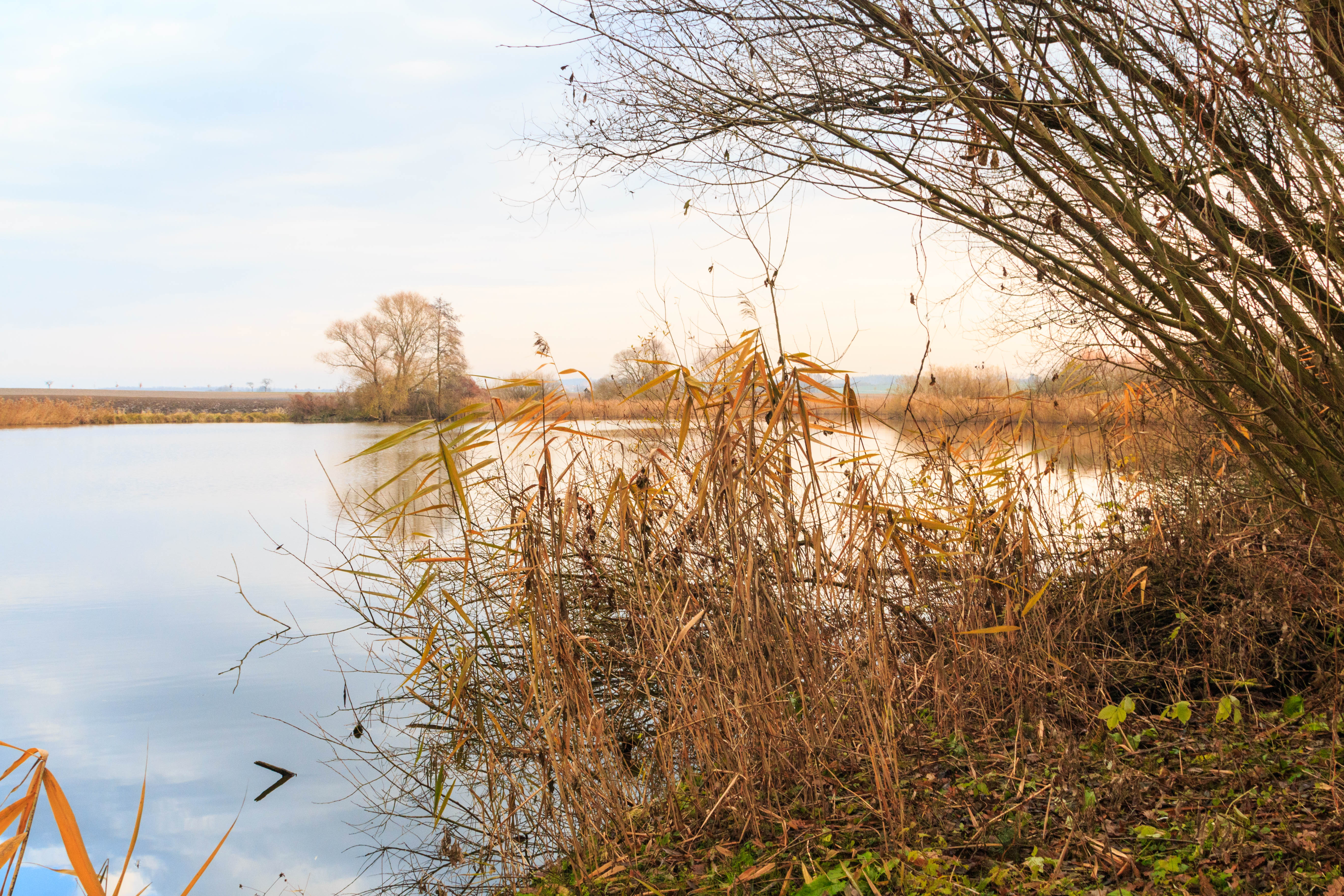
Babidolský rybník
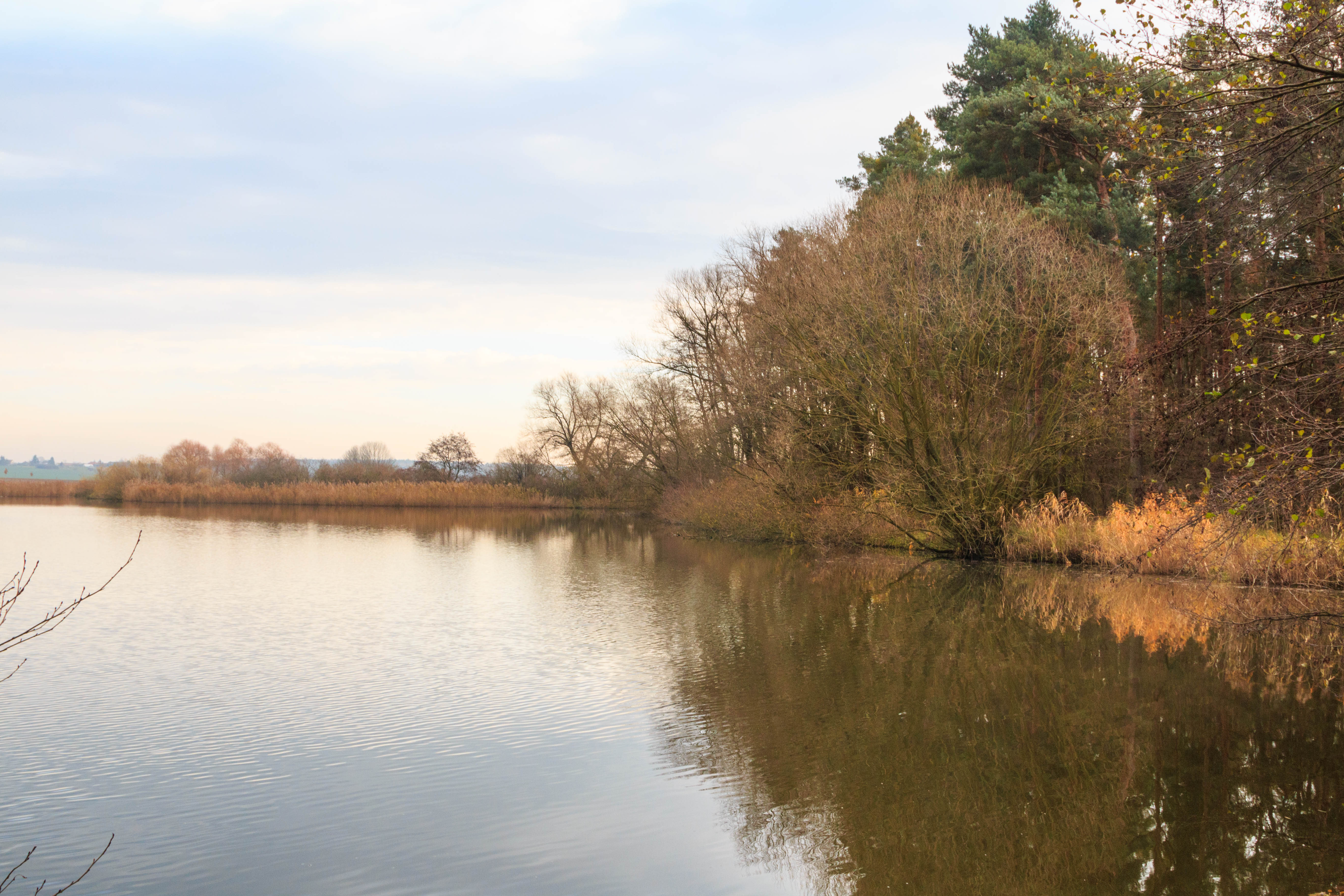
Babidolský rybník
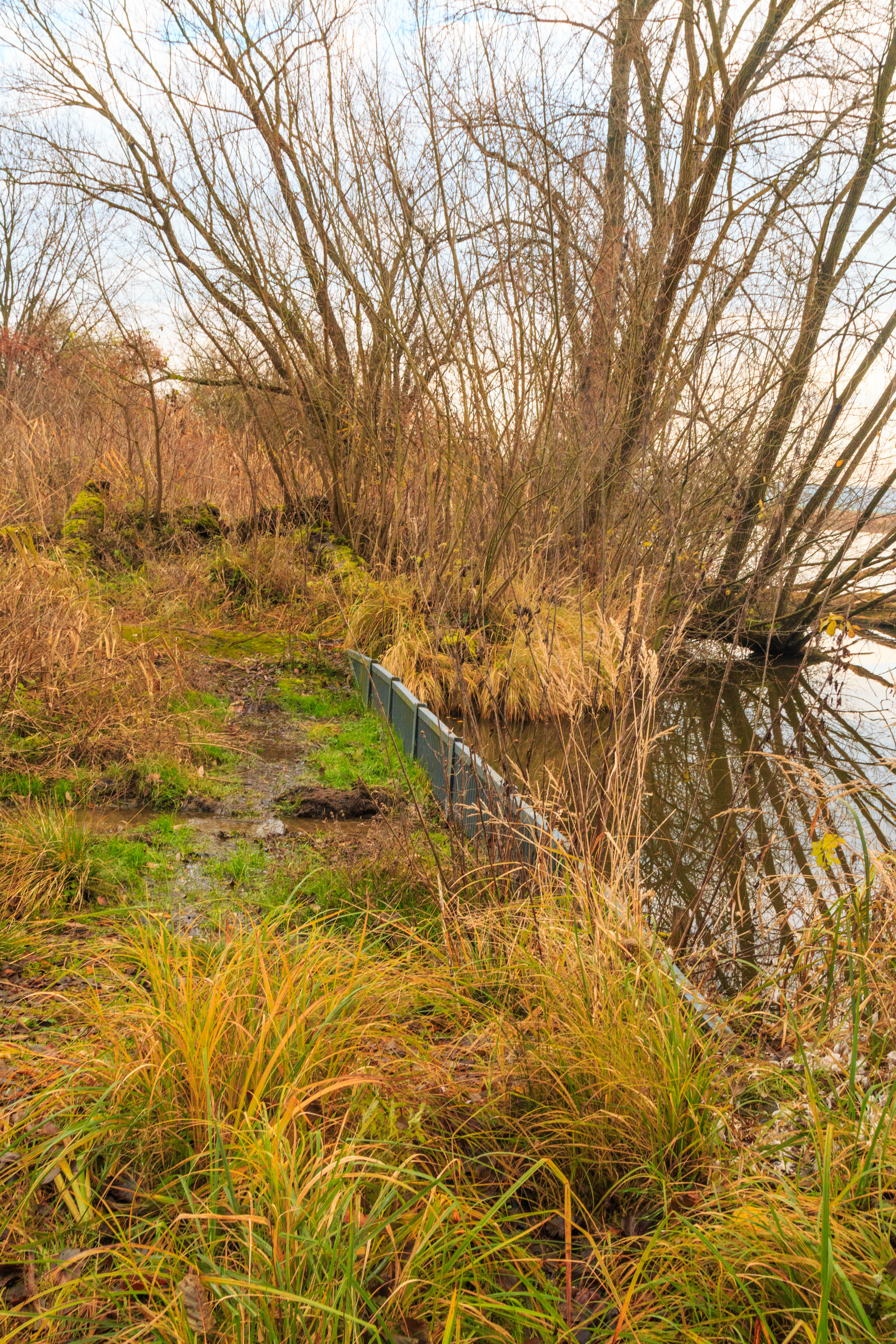
Babidolský rybník
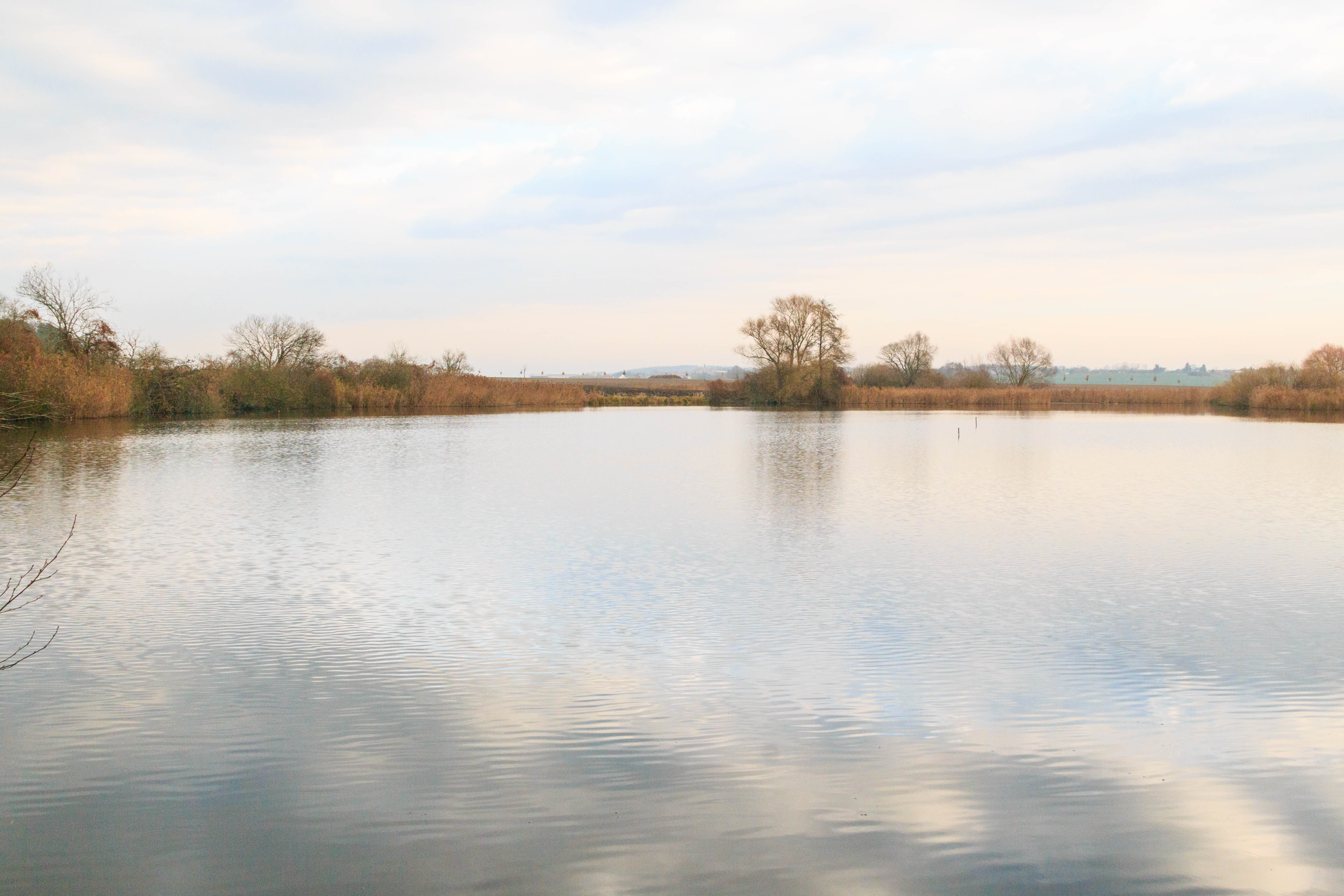
Babidolský rybník